# Marjolein Meijer
Marjolein Meijer (Amsterdam, 11 september 1977) is een Nederlands politicoloog. Zij was van april 2016 tot juni 2018 partijvoorzitter van GroenLinks. Van mei 2015 tot april 2016 was zij interim-voorzitter van deze politieke partij.

## Biografie

### Opleiding
Meijer bracht haar jeugd door in Hilversum. Ze volgde de HAVO en vervolgens het VWO op het A. Roland Holst College in Hilversum. Daarna ging zij in Amsterdam studeren: tussen 1996 en 2002 studeerde zij sociaal-culturele wetenschappen aan de Vrije Universiteit Amsterdam, waar ze zich specialiseerde in beleid, communicatie en organisatie. Tussen 1998 en 2004 studeerde ze politicologie aan diezelfde universiteit. Hier specialiseerde ze zich in bestuurskunde en Europees beleid.
Tijdens haar studie had Meijer verschillende bestuursfuncties: zij was voorzitter van de studentendebatvereniging Bonaparte (tussen 2001 en 2002) en van de faculteitsvereniging EOS (tussen 2002 en 2003) en vicevoorzitter van de visitatiecommissie opleidingen politicologie van de Vereniging van Universiteiten.

### Loopbaan
Tussen 2003 en 2004 werkte ze als junior docent van de afdeling Beleids- en Organisatiewetenschappen van de Vrije Universiteit. Daarna was ze tussen 2004 en 2005 beleidsmedewerker bij het Ministerie van Binnenlandse Zaken en Koninkrijksrelaties. En tussen 2005 en 2006 was zij consultant bij het COT Instituut voor Veiligheids- en Crisismanagement.
Tussen 2006 en 2012 werkte zij als 'onderzoeker met onderwijsopdracht' bij de Universiteit Antwerpen aan een proefschrift in de politicologie. In de winter van 2009-2010 bracht zij een half jaar door als gastonderzoeker aan Centre for European Studies van de Universiteit van Kopenhagen. Op 17 februari 2012 promoveerde ze op een proefschrift getiteld 'Bringing EU treaties home. Governmental strategies in treaty ratifications in Denmark and the Netherlands compared.'
Daarop volgde een loopbaan als beleidsonderzoeker: tussen oktober 2012 en maart 2013 was zij werkzaam bij de rekenkamer van de metropool Amsterdam. Tussen april 2013 en mei 2015 werkte Meijer als raadsadviseur en strategisch onderzoeker bij de raadsgriffie van de gemeenteraad van Almere.

#### GroenLinks
In 2013 werd zij gekozen als internationaal secretaris en vicevoorzitter van GroenLinks. Ze was in 2013 lid van de programmacommissie en de kandidatencommissie voor de Europees Parlementsverkiezingen. Ze stond bij deze verkiezingen op een - onverkiesbare - 17e plaats op de kandidatenlijst. Sinds 2014 is zij lid van de Raad van Advies van Bureau de Helling van GroenLinks. Vanaf 2015 is zij lid van de programmacommissie voor de Tweede Kamerverkiezingen. In mei 2015 werd Meijer benoemd als partijvoorzitter ad interim. Op 23 april 2016 werd zij gekozen als voorzitter.
In 2018 kwam naar buiten dat Meijer verzwegen had een liefdesrelatie te hebben met Tweede Kamerlid van GroenLinks Rik Grashoff. Ze werd over dat verzwijgen door de partij op de vingers getikt. Meijer voerde de functioneringsgesprekken met de Tweede Kamerleden en dus ook met Grashoff. GroenLinks gaf aan desondanks geen bewijs te hebben gevonden dat er sprake was van conflicterend handelen. Nadat de relatie binnen GroenLinks bekend was geworden, trad Meijer wel per direct terug uit de commissie die de functioneringsgesprekken met Tweede Kamerleden voerde. Meijer en Grashoff hadden aangegeven sinds april 2017 een relatie met elkaar te hebben, maar begin juni 2018 kwam aan het licht dat ze al vooraf aan de Tweede Kamerverkiezingen van maart 2017 samen waren. Meijer trad daarop per direct af als partijvoorzitter. Ook Grashoff legde per onmiddellijke ingang zijn Tweede Kamerlidmaatschap neer.